# Sauber C17
La Sauber C17 è stata la vettura di Formula 1 con cui il team svizzero ha partecipato al campionato mondiale del 1998. Il primo pilota del team fu l'ex Ferrarista Jean Alesi, proveniente dalla Benetton, come secondo pilota venne confermato Johnny Herbert, giunto al terzo anno come pilota del team, che arrivò da un buonissimo mondiale 1997.

## Livrea
La Sauber C17 fu presentata a Vienna a fine gennaio del 1998. La vettura aveva i colori dei due sponsor principali: il blu della Red Bull, a cui si aggiungeva il logo giallo e rosso, ed il verde acqua della Petronas. I colori e le decorazioni della vettura furono curati dalla ditta Ital Design di Giugiaro.
Le due vetture, la numero 14 di Alesi e la 15 di Herbert, differivano nella colorazione dell'abitacolo e degli specchietti, rosso per la prima guida (Alesi), giallo per la seconda (Herbert), mentre il "muletto" (vettura di riserva) aveva per l'abitacolo una colorazione verde acqua.

## Sviluppo
La vettura fu progettata in modo conservativo da Leo Ress. La C17, diretta discendente della C16, presentava un muso più alto e piatto nella zona superiore, dove spuntavano le "corna" delle sospensioni a barre di torsione; le pance risultavano maggiormente scavate rispetto alla progenitrice; l'airscoop arretrato ed il cofano motore molto dritto furono scelte in linea con le tendenze del momento, l'abitacolo risultò essere più squadrato per il nuovo regolamento (crash test laterale), con il posto guida più affondato per abbassare il baricentro. 
Il cambio costruito dalla Sauber fu longitudinale a 6 marce, con frizione a pedale, secondo le preferenze di Alesi, o a scelta con comando manuale, colpivano gli scarichi molto alti anche se due terminali soffiavano verso il basso ai lati del diffusore.
Il motore era il V10 "ibrido" Ferrari 046 (utilizzato dalla scuderia di Maranello nel 1997), con il blocco dello 046/1 e la testata dello 046/2; i tecnici diretti da Osamu Goto, l'ex responsabile dei propulsori del cavallino, adattarono il motore Ferrari alle specifiche Sauber abbassando il baricentro e rendendolo più compatto. Il propulsore venne ribattezzato Petronas SPE 01D in onore della casa petrolifera malese che avrebbe anche curato dei piccoli aggiornamenti al motore, durante la stagione. La vettura fu equipaggiata dagli storici pneumatici Goodyear.

## Carriera agonistica

### La stagione
Alla vigilia del 1998, il team svizzero appariva fortificato rispetto agli anni precedenti e maggiormente consolidato, potendo contare su due piloti molto esperti, assunti entrambi in pianta stabile. L'obiettivo per la stagione era, senza troppe fantasie, quello di poter andare a punti il più possibile, cercando di seguire l'esempio della Jordan, che aveva vissuto una forte ascesa nel 1997.
La stagione si rivelò discreta dal punto di vista dei risultati: nella prima gara in Australia arrivò subito un punto grazie al 6º posto di Johnny Herbert, Dopodiché Jean Alesi si piazzò 5º posto in Argentina e 6° a Imola; seguirono poi sette gare in cui il team non raccolse risultati, anche se il pilota francese in Austria riuscì a partire in prima fila salvo poi ritirarsi per un contatto con Fisichella mentre era 4°; a Spa tuttavia, complici i numerosi ritiri per la pioggia, Alesi centrò un eccellente 3º posto, che fu anche il suo ultimo podio in carriera, giungendo poi di nuovo 5° a Monza. Al contrario il suo compagno di squadra Johnny Herbert non raccolse nessun altro punto, non riuscendo così a replicare gli ottimi risultati dell'anno prima. 
In realtà la Sauber avrebbe potuto guadagnare molti più punti, ma Alesi fu spesso costretto al ritiro in gare che lo avevano visto protagonista, come in Inghilterra, Austria, Francia e Monaco.
Infatti la vettura offrì sprazzi velocistici interessanti ma pagò a caro prezzo la sua discontinua affidabilità, soffrendo in particolare di problemi al cambio e, in 16 gare, totalizzò ben otto ritiri con il solo Johnny Herbert e quattro con Jean Alesi.
La Sauber chiuse comunque la stagione con 10 punti, sei meno dell'anno prima, ma al 6º posto in classifica su 11 team, il suo miglior piazzamento fino ad allora.

## Risultati
| Anno | Team                     | Motore                   | Gomme | Piloti  |     |    |     |     |    |    |     |   |     |     |     |    |     |     |     |    | Punti | Pos. |
| ---- | ------------------------ | ------------------------ | ----- | ------- | --- | -- | --- | --- | -- | -- | --- | - | --- | --- | --- | -- | --- | --- | --- | -- | ----- | ---- |
| 1998 | Red Bull Sauber Petronas | Petronas SPE 01D 3.0 V10 | G     | Alesi   | Rit | 9  | 5   | 6   | 10 | 12 | Rit | 7 | Rit | Rit | 10  | 7  | 3   | 5   | 10  | 7  | 10    | 6º   |
| 1998 | Red Bull Sauber Petronas | Petronas SPE 01D 3.0 V10 | G     | Herbert | 6   | 11 | Rit | Rit | 7  | 7  | Rit | 8 | Rit | 8   | Rit | 10 | Rit | Rit | Rit | 10 | 10    | 6º   |

| Legenda | 1º posto     | 2º posto | 3º posto    | A punti         | Senza punti/Non class.  | Grassetto – Pole position Corsivo – Giro più veloce |
| Legenda | Squalificato | Ritirato | Non partito | Non qualificato | Solo prove/Terzo pilota | Grassetto – Pole position Corsivo – Giro più veloce |